# Koktajl dla gwiazdy
Koktajl dla gwiazdy (tyt. oryg. Ғашық Жүрек, ros. Коктейль для звезды) – kazachski film fabularny z 2010 roku w reżyserii Askara Uzakbajewa.  

## Opis fabuły
Bohaterką filmu jest młoda dziewczyna Moldir, która marzy o karierze piosenkarki i jest zakochany w słynnym wokaliście Meirambeku Besbajewie. O jej losie zdecyduje przypadkowe spotkanie z producentką Baian, który od dawna poszukuje nowej gwiazdy piosenki.

## Obsada
- Moldir Auelbekowa jako Moldir
- Meirambek Besbajew jako on sam
- Bajan Esentajewa jako Bajan
- Ajgul Imanbajewa jako Majra
- Nurtas Adambajew jako reżyser klipów
- Asza Mataj
- Adil Żambakijew